# Guvernoratul 6 Octombrie
Guvernoratul 6 Octombrie (în arabă ستة اكتوبر) este o unitate administrativă de gradul I, situată în partea de nord a Egiptului. Reședința sa este orașul 6 Octombrie.